# Захаров, Николай Степанович
Николай Степанович Захаров (10 октября 1909, село Городок Новгородской губернии — 18 апреля 2002) — советский государственный и военный деятель, генерал-полковник (9 декабря 1964). Первый заместитель председателя КГБ СССР (1963—1970). Избирался депутатом Верховного Совета СССР.
Член КПСС с сентября 1932 года.

## Биография
В 1930 году поступил на работу в колхозе «Красный труд». В том же году стал секретарём, а затем председателем родного Городокского сельсовета. В ноябре 1931 года призван на службу в ряды РККА. Служил в пулемётном эскадроне 71-го кавалерийского полка 4-й отдельной кавалерийской бригады Ленинградского военного округа. С февраля 1932 по сентябрь 1933 года учился в военно-ветеринарной школе. В 1934 году уволен в запас. После службы в армии уехал в Ленинград, где был секретарём комсомольских организации артели «Пролетарий», фабрики «Аврора», треста «Лентрамвай». В сентябре 1937 года поступил в Высшую школу пропагандистов при ЦК ВКП(б), которую окончил в 1939 году. Окончив образование был отправлен в Хабаровск, где являлся заместителем секретаря краевого комитета ВЛКСМ по пропаганде и агитации.
С января 1940 года на службе в органах внутренних дел и госбезопасности.
- 20 января — март 1940 года — заместитель начальника отделения отдела кадров ГУРКМ НКВД.
- март — сентябрь 1940 года — начальник отделения отдела кадров ГУРКМ НКВД.
- сентябрь 1940 — март 1941 года — заместитель начальника отдела кадров ГУРКМ НКВД.
- март 1941 — сентябрь 1942 года — начальник отделения отдела кадров НКВД.
- 23 сентября 1942 — январь 1944 года — заместитель начальника УНКВД по Куйбышевской области по кадрам.
- январь — март 1944 года — заместитель начальника оперативной группы НКВД Латвийской ССР по кадрам.
- март 1944 — февраль 1948 года — заместитель наркома (министра) внутренних дел Латвийской ССР по кадрам.
- 14 февраля 1948 — 16 октября 1951 года — министр внутренних дел Чувашской АССР.
- 16 октября 1951 — март 1953 года — начальник УМВД по Кемеровской области.
- 24 марта 1953 — март 1954 года — начальник 1-го отдела 9-го управления МВД СССР.

С марта 1954 года, после выделения «оперативно-чекистских управлений и отделов» МВД СССР в самостоятельное ведомство, на службе в КГБ при СМ СССР, где по прежнему возглавлял 1-й отдел 9-го управления (охрана руководителей КПСС и правительства СССР).
- 24 июля 1954 — февраль 1958 года — заместитель начальника 9-го управления КГБ.
- 17 февраля 1958 — 8 декабря 1961 года — начальник 9-го управления КГБ.
- 3 декабря 1961 — 24 июля 1963 года — заместитель председателя КГБ.
- 24 июля 1963 — 3 апреля 1970 года — 1-й заместитель председателя КГБ.

С 3 апреля 1970 года — заместитель министра машиностроения СССР.
С августа 1978 года персональный пенсионер союзного значения.
Избирался делегатом съездов КПСС.

## Звания
- июнь 1940 года — лейтенант милиции.
- 1942 год — капитан милиции.
- февраль 1943 года — подполковник.
- 1946 год — полковник.
- 14 января 1956 года — генерал-майор.
- 23 февраля 1961 года — генерал-лейтенант.
- 9 декабря 1964 года — генерал-полковник.

## Награды и почётные звания
- орден Ленина
- орден Красного Знамени
- два ордена Отечественной войны 1 степени
- три ордена Трудового Красного Знамени
- три ордена Красной Звезды
- орден «Знак Почёта»
- медали